# Millenia
Millenia foi o primeiro RPG brasileiro  dos gêneros ficção científica militar e space opera produzido no Brasil, criado por Paulo Vicente Alves e Ygor Morais Silva publicado pela extinta editora GSA, autora também dos RPGs Tagmar (do qual Ygor foi um dos coautores) e O Desafio dos Bandeirantes, e publicado em 11 de novembro de 1995.
O cenário é o de uma cultura humana espalhada pela galáxia, e se passa no ano de 2995, depois de a raça humana ter subjugado muitas raças pela força até encontrar uma raça maior, os Fenton. Após anos de guerra, os Fenton são derrotados e os humanos estão recém recomeçando a organizar o universo que foi destruído por esta raça alienígena.
O jogo traz conceitos antigos, como classes de personagens, num sistema bastante interessante e num cenário com apologias ao Império Romano.

## Cenário
Millenia é ambientado no ano 2995, onde a humanidade, após séculos de dominação por uma raça alienígena chamada Fentom, integra-se a uma galáxia diversa e politicamente complexa. A República Romana foi revitalizada como modelo de governo, mas conflitos, pirataria, corporações e espécies alienígenas criam um universo rico para aventuras. Os jogadores assumem papéis como soldados, exploradores, mercadores, acadêmicos ou criminosos, enfrentando desafios tecnológicos, sociais e bélicos.

## Sistema
Millenia é um RPG de ficção científica que usa um sistema simples baseado em dados de seis lados (d6), onde os jogadores rolam 3d6 contra atributos ou proficiências para determinar sucessos. A criação de personagens envolve distribuir atributos físicos e mentais (gerados com 3d6 ou 2d6+6) e escolher proficiências como combate, técnicas ou acadêmicas, que evoluem com pontos de experiência.
O combate é rápido, com rodadas de 10 segundos e iniciativa por reflexo, usando diferentes ações como fogo, corpo a corpo e movimento. O dano varia de superficial a mortal, definido por 2d6 e testes de ssaúde.

A tecnologia é essencial, com armas futuristas, computadores conscientes, veículos gravíticos e naves espaciais. O sistema de hacking simula batalhas virtuais, enquanto a progressão permite melhorar habilidades e atributos.